# Leioheterodon
Genre
Synonymes
- Lioheterodon Boulenger, 1893

Leioheterodon est un genre de serpents de la famille des Lamprophiidae. 

## Répartition
Les espèces de ce genre se rencontrent sur l'île de Madagascar et quelques îles environnantes dans l'archipel des Comores.

## Liste d'espèces
Selon The Reptile Database (20 déc. 2011) :
- Leioheterodon geayi Mocquard, 1905
- Leioheterodon madagascariensis (Duméril, Bibron & Duméril, 1854)
- Leioheterodon modestus (Günther, 1863)

## Publication originale
- Boulenger, 1893 : Catalogue of the Snakes in the British Museum (Natural History), vol. 1, p. 1-448 (texte intégral).